# 木卫五十七
木卫五十七是环绕木星运行的一颗逆行不规则卫星。它在2003年被由Scott S. Sheppard領導的夏威夷大學一個天文小組發現。

## 概述
木卫五十七的直徑約4公里，公轉軌道的平均半徑為23.974 Gm，公轉周期758.341日，軌道傾角166°，軌道離心率為0.307。
該衛星於2003年發現後曾經失蹤，直至2017年方重新發現及獲發永久編號。